# Giovanni Badile

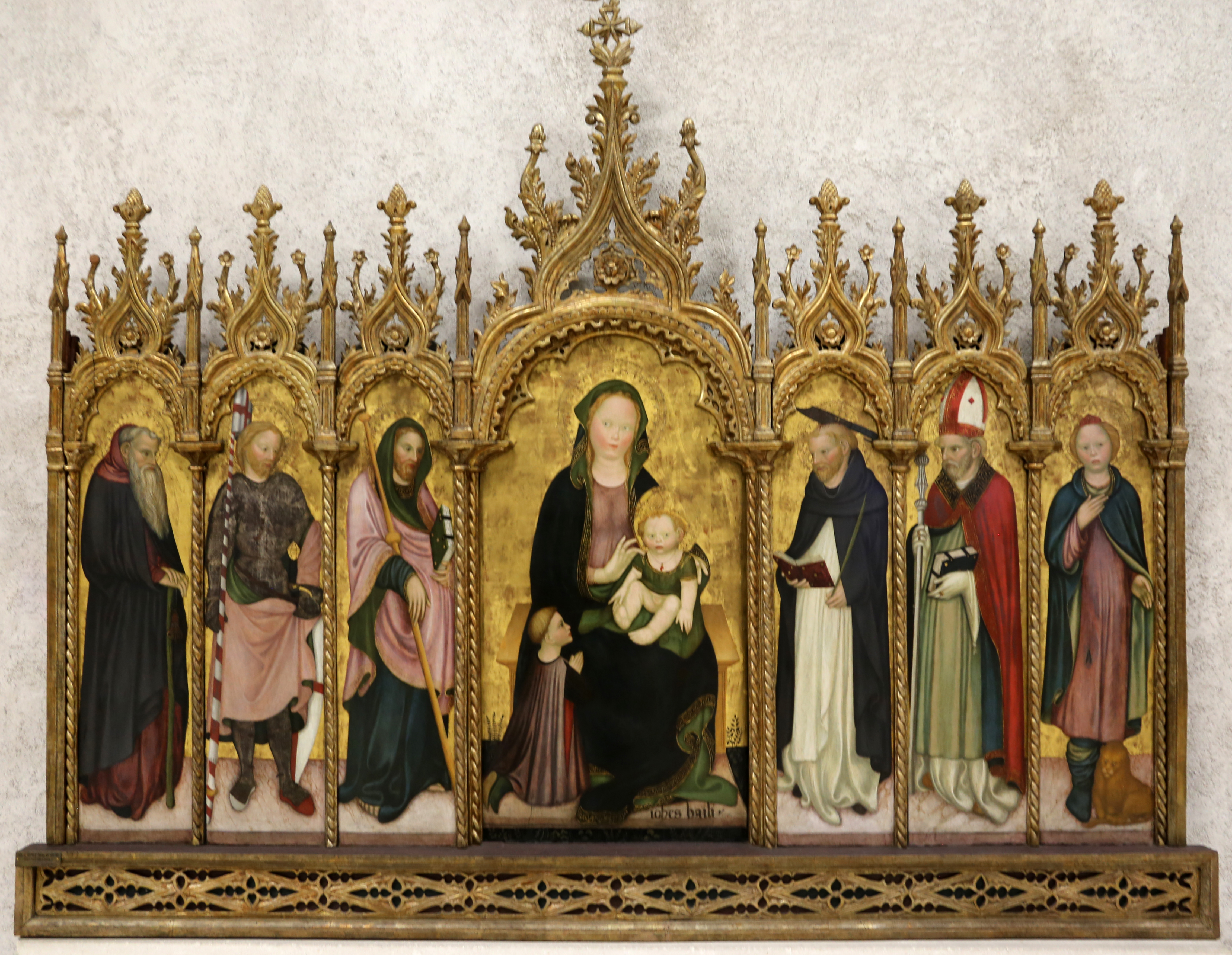
Polittico dell'Aquila, Verona, Museo di Castelvecchio

Giovanni Badile (Verona, 1379 – Verona, 1451) è stato un pittore italiano.

## Biografia
Giovanni nacque nella città di Verona, dove la sua famiglia era attiva sin dagli inizi del XIV secolo. Iniziatore della stirpe era stato Nicolò, nonno di Giovanni, magistro pictor della città. La bottega di Nicolò passò, alla sua morte (1360), ai figli Antonio e Bartolomeo; alla morte di quest'ultimo, avvenuta nel 1389, Antonio si affiancò come aiutante il figlio, Giovanni.
Negli ultimi anni del Trecento sposò una donna di nome Pulissena, che gli diede sei figli, di cui tre (Francesco, Bartolomeo e Antonio) furono pittori. Alla morte della moglie, sposò in seconde nozze una donna di nome Lucia.
In vita ottenne una grande fama: nel 1421 il Comune veronese lo scelse come perito per la stima di un importante affresco e un ricco cittadino veneziano, Galeotto de Radicibus, lo nominò suo procuratore in Verona. Un anno dopo fece un importante acquisto, comprando alcune case in cui la sua famiglia lavorò e visse fino al XVII secolo. Con la fama ottenuta, cominciò a frequentare famiglie dell'aristocrazia locale. Nel 1443 iniziò il suo lavoro maggiore, la decorazione della Cappella Guantieri, in Santa Maria della Scala di Verona, dove eseguì gli importanti affreschi Storie di San Girolamo e di San Filippo, in stile trecentesco e influenzato da Altichiero sia per l'organizzazione degli scenari architettonici sia per l'utilizzo del colore. Tra le altre opere più significative, si ricordano il Polittico dell'Aquila del Museo di Castelvecchio e la Madonna della Levata. La sua linea artistica lo portò ad avvicinarsi dapprima allo stile di Stefano da Zevio e successivamente all'ultima "stagione" del gotico proveniente dall'estero.
Morì a Verona, città dalla quale non si mosse quasi mai, nel 1451, settantaduenne.

## Opere principali
- I santi Cecilia, Tiburzio e Valeriano, museo di Castelvecchio, Verona
- Madonna Mazzanti, museo di Castelvecchio, Verona
- Polittico dell'Aquila, museo di Castelvecchio, Verona
- Madonna della Levata, museo di Castelvecchio, Verona
- Ancona Fracanzani (bottega), museo di Castelvecchio, Verona